# Anguíl·lids
Els anguíl·lids (Anguillidae) són família de peixos teleostis de l'ordre dels anguil·liformes amb només un gènere (Anguilla). Són peixos d'aigua dolça, salabrosa i marina. Viuen a l'aigua dolça mentre són joves i adults, i només retornen al mar per a fresar i morir. Les espècies d'aquesta família de peixos formen part de la dieta humana i són venudes fresques, fumades o en conserva.
De cos serpentiforme presenten les aleta dorsal, caudal i anal fusionades al voltant de l'extrem posterior del cos. No tenen aletes ventrals, però si que en tenen de pectorals, les quals estan ben desenvolupades. Les larves mengen plàncton mentre que els exemplars adults s'alimenten de cucs, peixos i capgrossos.

## Taxonomia
- Anguilla anguilla (Linnaeus, 1758)[4]
- Anguilla australis (Richardson, 1841)[5]
- Anguilla bengalensis bengalensis (Gray, 1831)[6]
  - Anguilla bengalensis labiata (Peters, 1852)
- Anguilla bicolor bicolor (McClelland, 1844)[7]
  - Anguilla bicolor pacifica (Schmidt, 1928)
- Anguilla borneensis (Popta, 1924)[8]
- Anguilla celebesensis (Kaup, 1856)[9]
- Anguilla dieffenbachii (Gray, 1842)[10]
- Anguilla huangi (Teng, Lin & Tzeng, 2009)[11]
- Anguilla ignota † (Micklich, 1985)
- Anguilla interioris (Whitley, 1938)[12]
- Anguilla japonica (Temminck & Schlegel, 1847)[13]
- Anguilla luzonensis (Watanabe, Aoyama & Tsukamoto, 2009)[14]
- Anguilla malgumora (Kaup, 1856)[9]
- Anguila tacada gegant (Anguilla marmorata) (Quoy i Gaimard, 1824)[15]
- Anguilla megastoma (Kaup, 1856)[9]
- Anguilla mossambica (Peters, 1852)[16]
- Anguilla nebulosa (McClelland, 1844)[7]
- Anguilla nigricans (Chu & Wu, 1984)[17]
- Anguilla obscura (Günther, 1872)[18]
- Anguilla reinhardtii (Steindachner, 1867)[19]
- Anguila americana (Anguilla rostrata) (Le Sueur, 1821)[20][21][22][23]

## Galeria

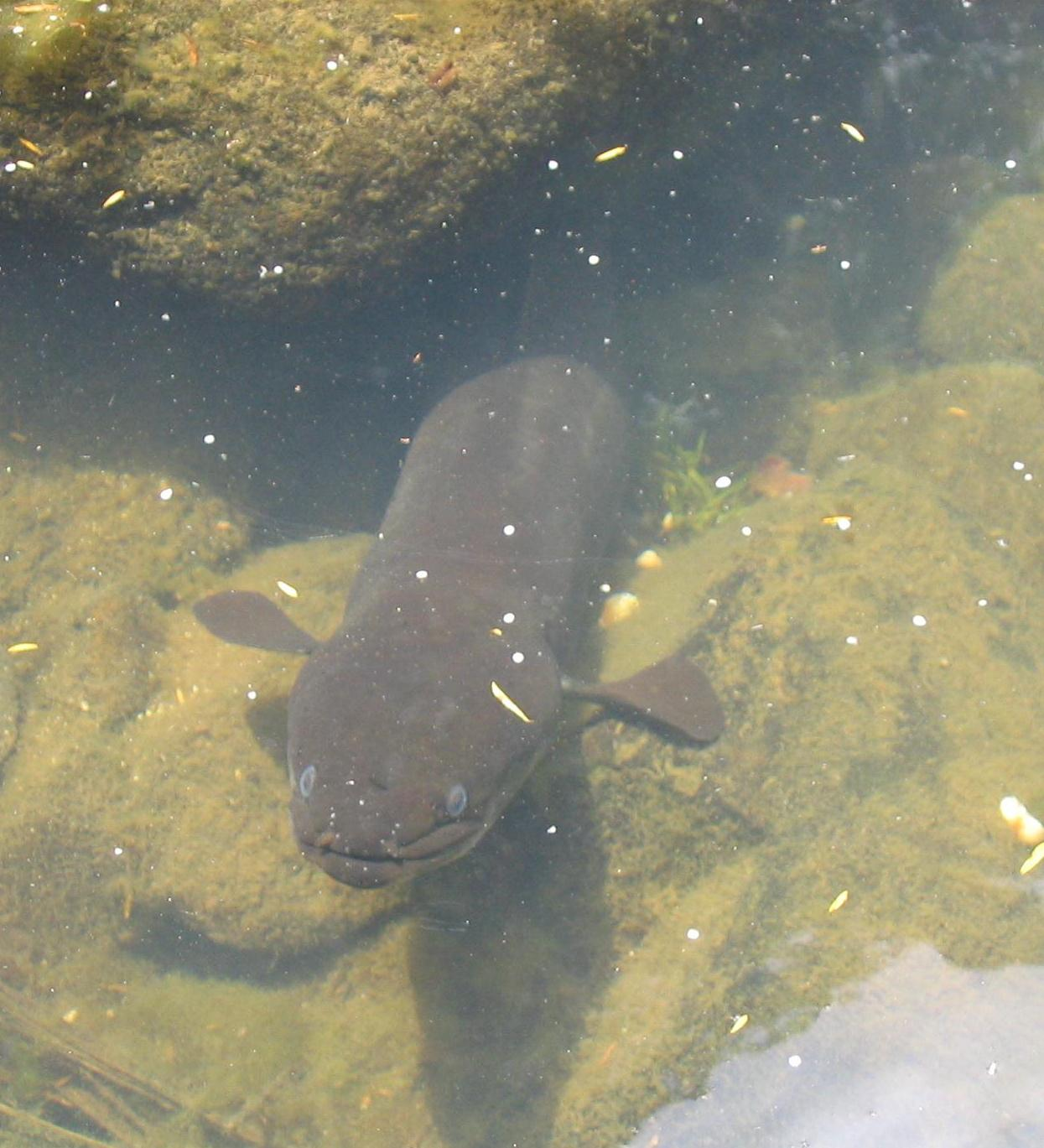
Anguilla dieffenbachii és un anguíl·lid autòcton de Nova Zelanda i les Illes Chatham
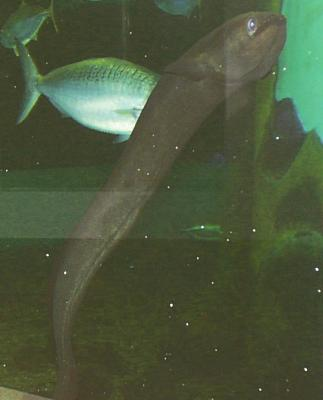
Anguilla reinhardtii
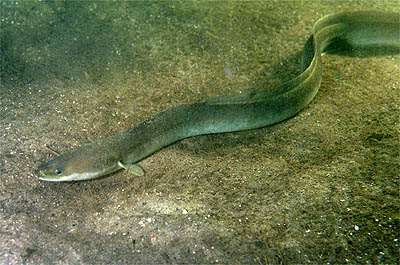
Anguilla anguilla
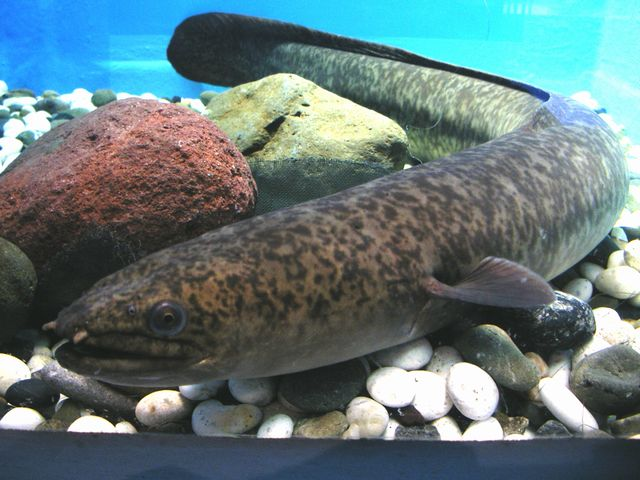
Anguila tacada gegant (Anguilla marmorata)
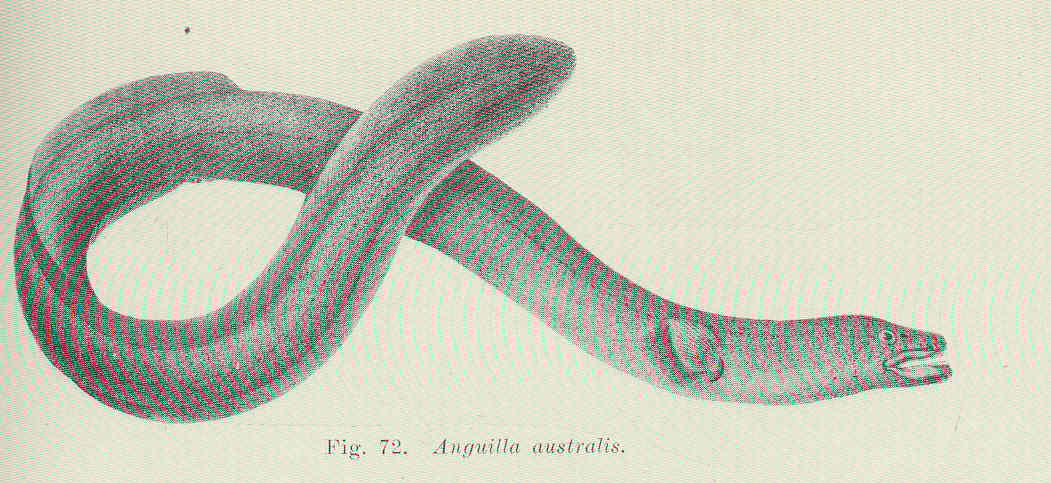
Anguilla australis
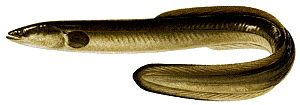
Anguila americana (Anguilla rostrata)
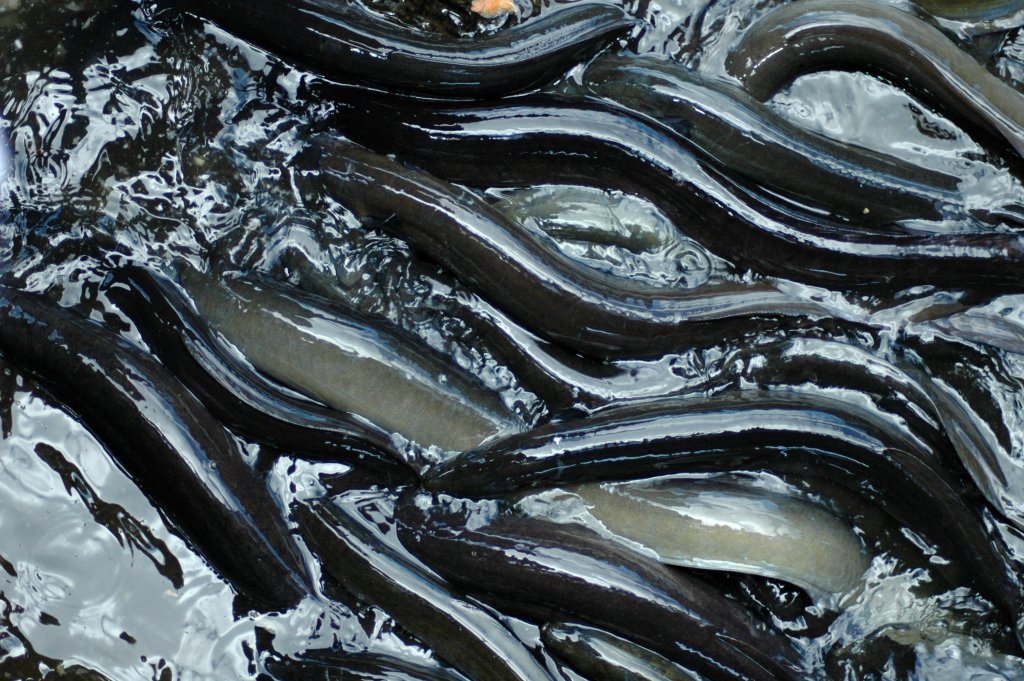
Anguilla dieffenbachii
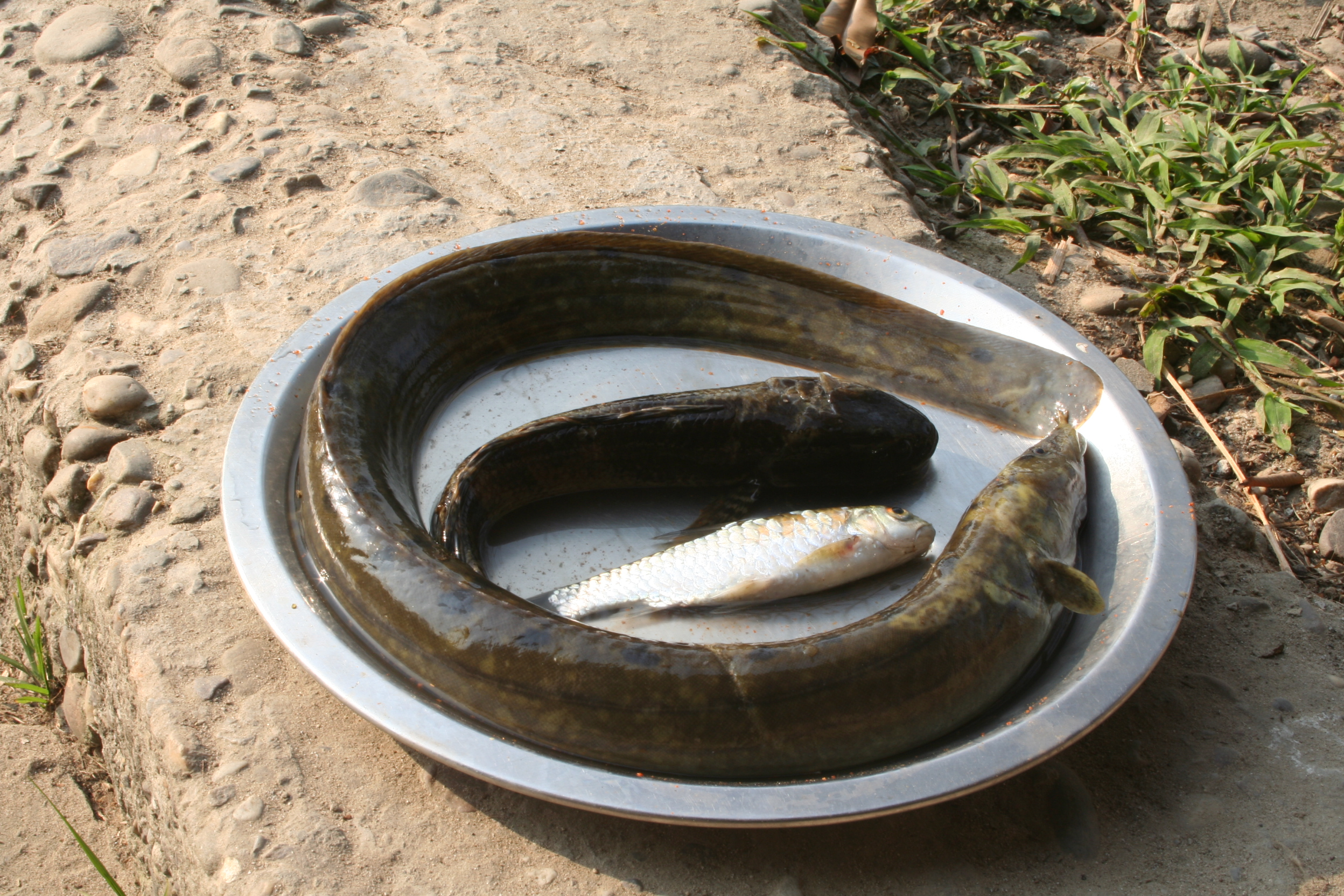
Anguilla bengalensis bengalensis